# Rumex tolimensis
Rumex tolimensis là một loài thực vật có hoa trong họ Rau răm. Loài này được Wedd. miêu tả khoa học đầu tiên năm 1849.